# Путешествие Пилигрима в Небесную Страну
«Путешествие Пилигрима в Небесную Страну» (англ. The Pilgrim's Progress from This World to That Which Is to Come, букв. «Движение Пилигрима из этого мира в грядущий мир»), написанное английским писателем и проповедником Джоном Баньяном — одно из наиболее значительных произведений английской религиозной литературы. Первая часть была написана автором, когда он находился за свою религиозную деятельность в тюрьме, и опубликована в 1678 году. Вторая часть создана в 1684 году и опубликована в 1688 году. Уже при жизни автора первая часть выдержала 11 изданий общим тиражом более 100 000 экземпляров.
Полное оригинальное название произведения: «Путешествие Пилигрима из Этого Мира в Тот, Который Должен Прийти» (англ. The Pilgrim's Progress from This World to That Which Is to Come), однако в русском языке после перевода текста в второй половине XIX века традиционным является именование «Путешествие Пилигрима в Небесную Страну». В качестве автора перевода указывается Ю. Д. З., Юлия Денисовна Засецкая, дочь Дениса Давыдова, которая под влиянием лорда Редстока перешла в протестантизм. На русском языке книга была впервые издана Обществом поощрения духовно-нравственного чтения, впоследствии многократно переиздавалась.

## Сюжет

### Первая часть
Житель Города Разрушения осознаёт, что если он останется дома, то погибнет.

### Вторая часть
Его жена и дети получают приглашение и идут в небесную страну.

## Основные персонажи

### Первая часть

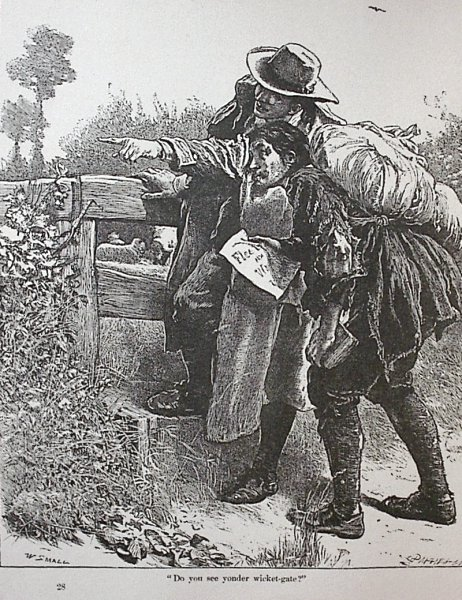
Евангелист указывает путь Христианину к Тесным Вратам

- Христианин / Christian — главный герой книги
- Евангелист / Evangelist — указывает Христианину путь к Тесным Вратам, затем после встречи с Мирским Мудрецом вновь направляет его на верный путь
- Упрямый / Obstinate — житель Города Разрушения, практически сразу покидает Христианина
- Сговорчивый / Pliable — житель Города Разрушения. Воодушевлённый, некоторое время идёт с Христианином, но из Топи Уныния возвращается назад
- Помощь / Help — помогает выбраться Христианину из Топи Уныния
- Мирской мудрец / Mr Wordly Wiseman — указывает Христианину ложный путь
- Благоволение / Goodwill — Привратник Тесных Врат.
- Вельзевул / Beelzebub — он (демон) и его приспешники стреляют в тех, кто стоит у Врат.
- Истолкователь / The Interpreter — наставляющий паломников, которые останавливаются в его доме («Доме Истолкователя»), как правильно вести христианскую жизнь. Он ассоциируется со Святым Духом.
- Лучезарные существа / Shining Ones — являются у Креста. Де-факто — ангелы.
- Формалист / Formalist и Лицемер / Hypocrisy — пытаются уговорить Христианина вступить на неверный путь.
- Робкий / Timorous и Недоверчивый / Mistrust — пытаются отговорить Христианина от посещения Украшенного Чертога
- Хранитель / Watchful — привратник Украшенного Чертога
- Аполлион / Apollyon — встречается с Христианином в Долине Уничижения и пытается заставить его вернуться
- Верный / Faithful — добрый спутник Христианина. Мученически погибает в городе Суета.
- Краснобай / Talkative — случайный попутчик Христианина. Готов болтать на любую тему.
- Уповающий / Hopeful — житель города Суета, становящийся новым спутником Христианина
- Из-Выгод / Mr. By-Ends — лицемер, пытающийся свести веру к получению мирских богатств
- Великан Отчаяния / Giant Despair — хозяин Замка Сомнения. Терзал пилигримов, пытаясь довести их до самоубийства
- Великанша Недоверчивость / Giantess Diffidence — жена Отчаяния. Давала советы мужу, как больше досадить своим жертвам

### Вторая часть
- Благочестие / Prudence

## Места

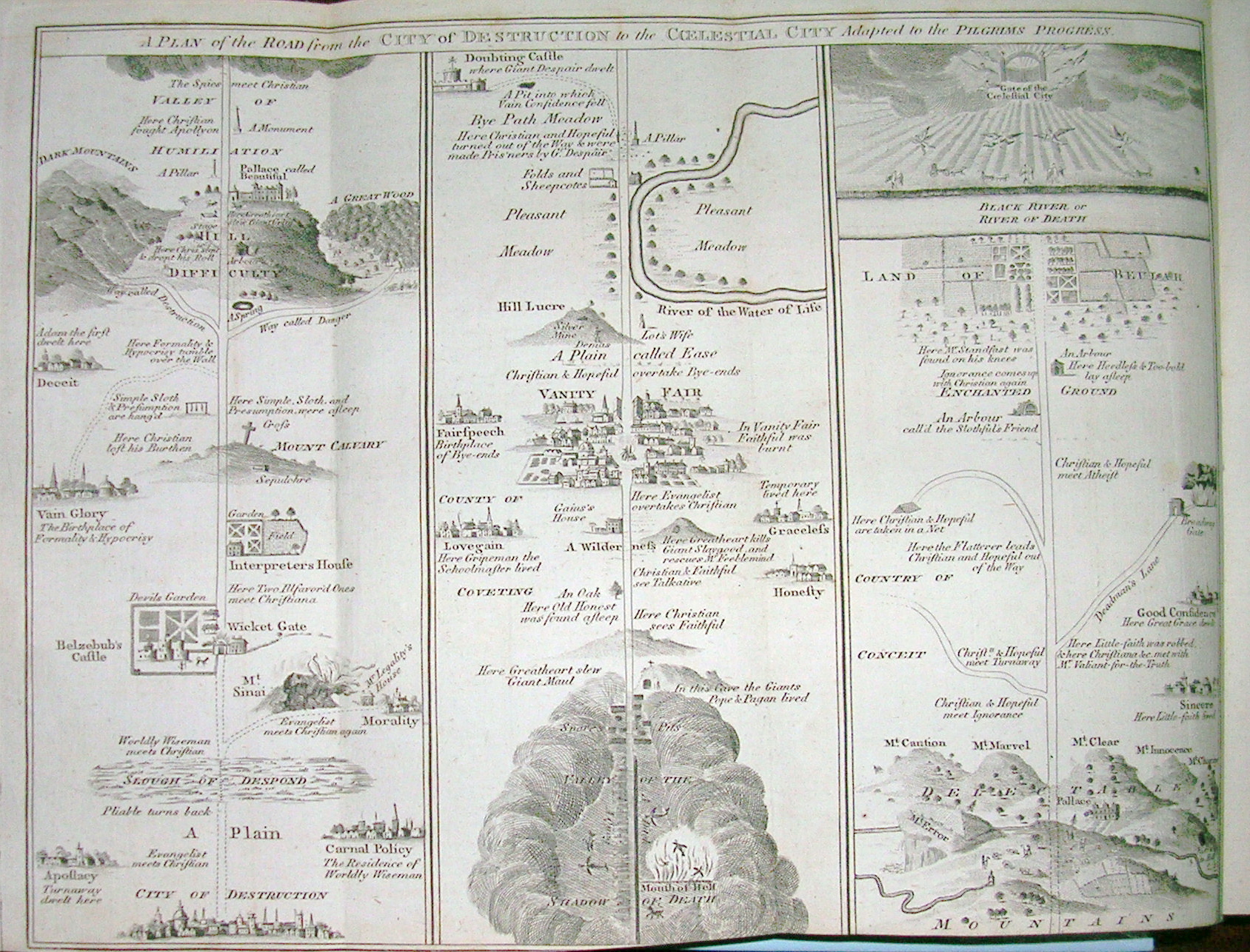
Схема путешествия Пилигрима. Из издания 1778 года

- Город разрушения / City of Destruction
- Топь уныния / Slough of Despond
- Гора Синай / Mount Sinai
- Тесные Врата / Wicket Gate
- Дом Истолкователя / House of the Interpreter
- Крест / Cross and Sepulchre
- Горы Затруднения / Hill Difficulty
- Украшенный Чертог / House Beautiful
- Долина Уничижения / Valley of Humiliation
- Долина Смертной Тени / Valley of the Shadow of Death
- Ярмарка Суеты / Vanity Fair
- Серебряная Руда / Hill Lucre
- Соляной столб / The Pillar of Salt,
- Река Божия или Река Воды Жизни / River of God or River of the Water of Life
- Замок Сомнения / Doubting Castle
- Отрадные горы / The Delectable Mountains
- Очарованная страна / The Enchanted Ground
- Страна Сочетания / The Land of Beulah
- Река Смерти / The River of Death
- Небесный Град / The Celestial City

## Культурное влияние

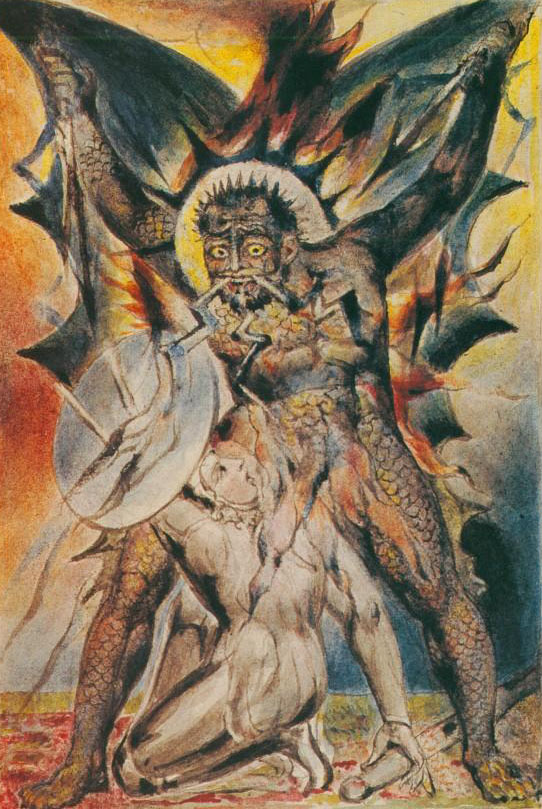
Уильям Блейк. Христианин борется с Аполлионом (ок. 1824-27)

### Английская литература
Названия нескольких произведений на английском языке имеют явные параллели с текстом Буньяна:
- Роман Чарльза Диккенса «Приключения Оливера Твиста» имеет подзаголовок the Parish Boy’s Progress.
- В качестве названия романа Уильяма Теккерея «Ярмарка тщеславия» использовано одно из мест, описанных в аллегории.
- Книга Марка Твена The Innocents Abroad имеет подзаголовок The New Pilgrims' Progress («Простаки за границей, или Путь новых паломников»).
- Первая литературная работа Клайва Льюиса называется Возвращение Пилигрима (англ. The Pilgrim's Regress).
- В повести Лоис Макмастер Буджолд «Границы бесконечности» небольшой отрывок The Pilgrims' Progress используется в качестве пророчества.
- В романе Луизы Мэй Олкотт «Маленькие женщины» главные героини играют в Пилигримов и очень подробно упоминают и переосмысливают эту игру. Её сюжет основан на религиозно-дидактической поэме Дж. Буньяна.

### Русская литература
В 1835 году Александр Сергеевич Пушкин создал стихотворение «Странник», представляющее собой рифмованное изложение первой главы текста. Это стихотворение традиционно используется перед основным текстом в русских изданиях аллегории.
В 1902 году был опубликован (вначале нелегально) гимн И. С. Проханова «Порочный город суетной…» (см. в Викитеке) из 11 куплетов с припевом, являющийся кратким изложением «Путешествия Пилигрима». Гимн неоднократно переиздавался.

### Экранизации
- 1912 Pilgrim’s Progress — режиссёр Уорнер Оулэнд
- 1979 Pilgrim’s Progress — режиссёр Кен Андерсон
- 2005 Pilgrim’s Progress — режиссёр Скотт Коутон
- 2008 Путешествие Пилигрима — режиссёр Дэнни Карралес
- 2019 Путешествие Пилигрима — режиссёр Роберт Фернандез

## Изобразительное искусство
- Группа американских художников во главе с Эдвардом Харрисоном Мэем создала в 1848 году панораму «Путешествие Пилигрима в Небесную Страну», которую перевозили из одного города в другой и демонстрировали публике.

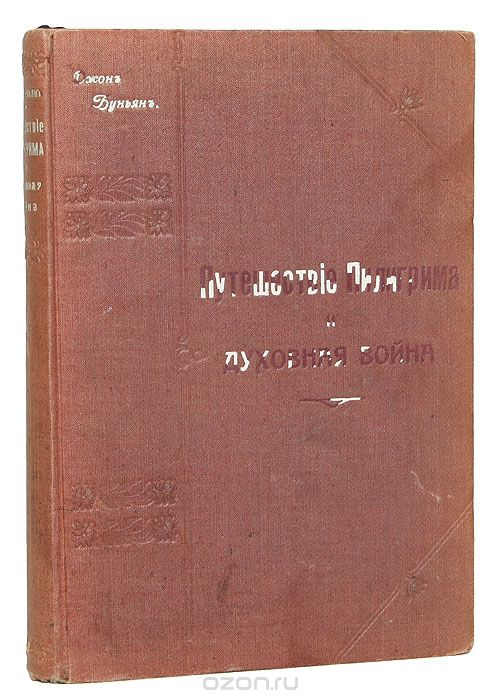
Обложка
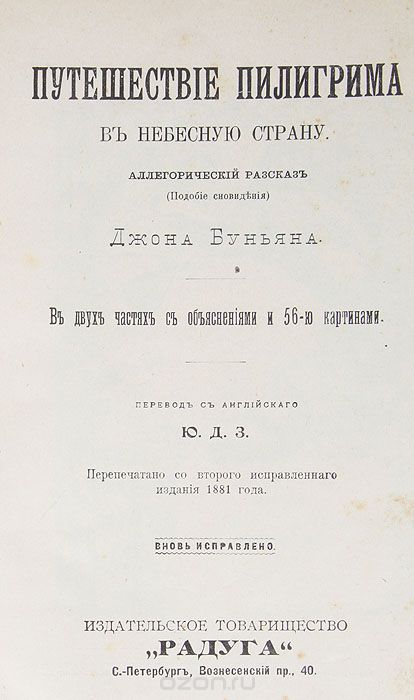
Титульная страница
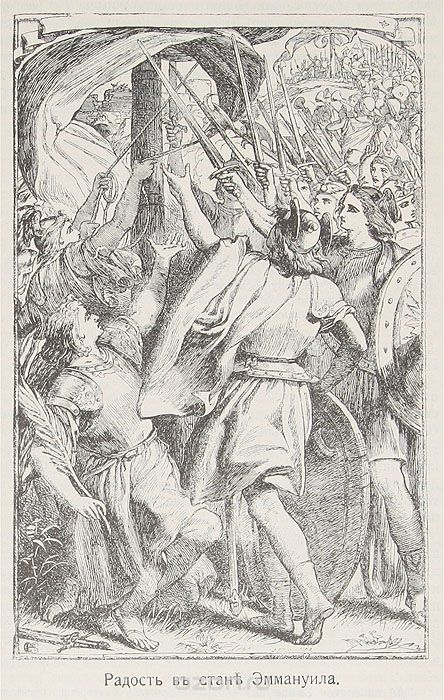
Иллюстрация
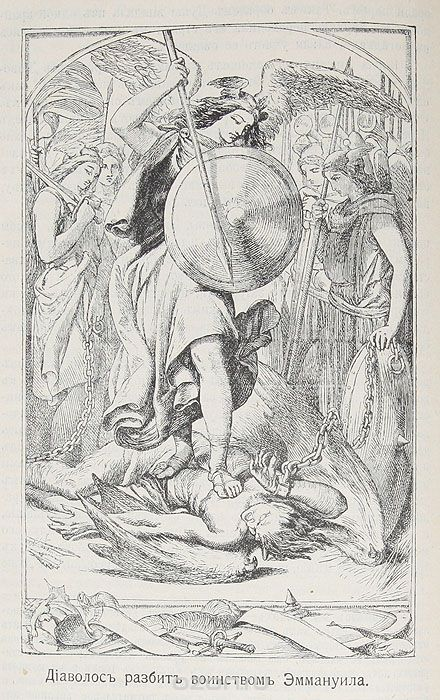
Иллюстрация